# 혼조촌 (효고현 무코군)
혼조촌(本庄村)은 1889년 4월 1일부터 효고현에 존재했던 촌이다, 처음에는 우바라군, 후 무코군에 속해 있었다.
한신전철의 개통으로 도시화가 진행되어 택지화와 공업지화가 모두 진행되었다. 1927년 3월 고베 도시계획구역에 편입되었고, 1950년 10월 1일 고베시에 편입되어 히가시나다구의 일부(혼조 지역)가 되었다.

## 지리

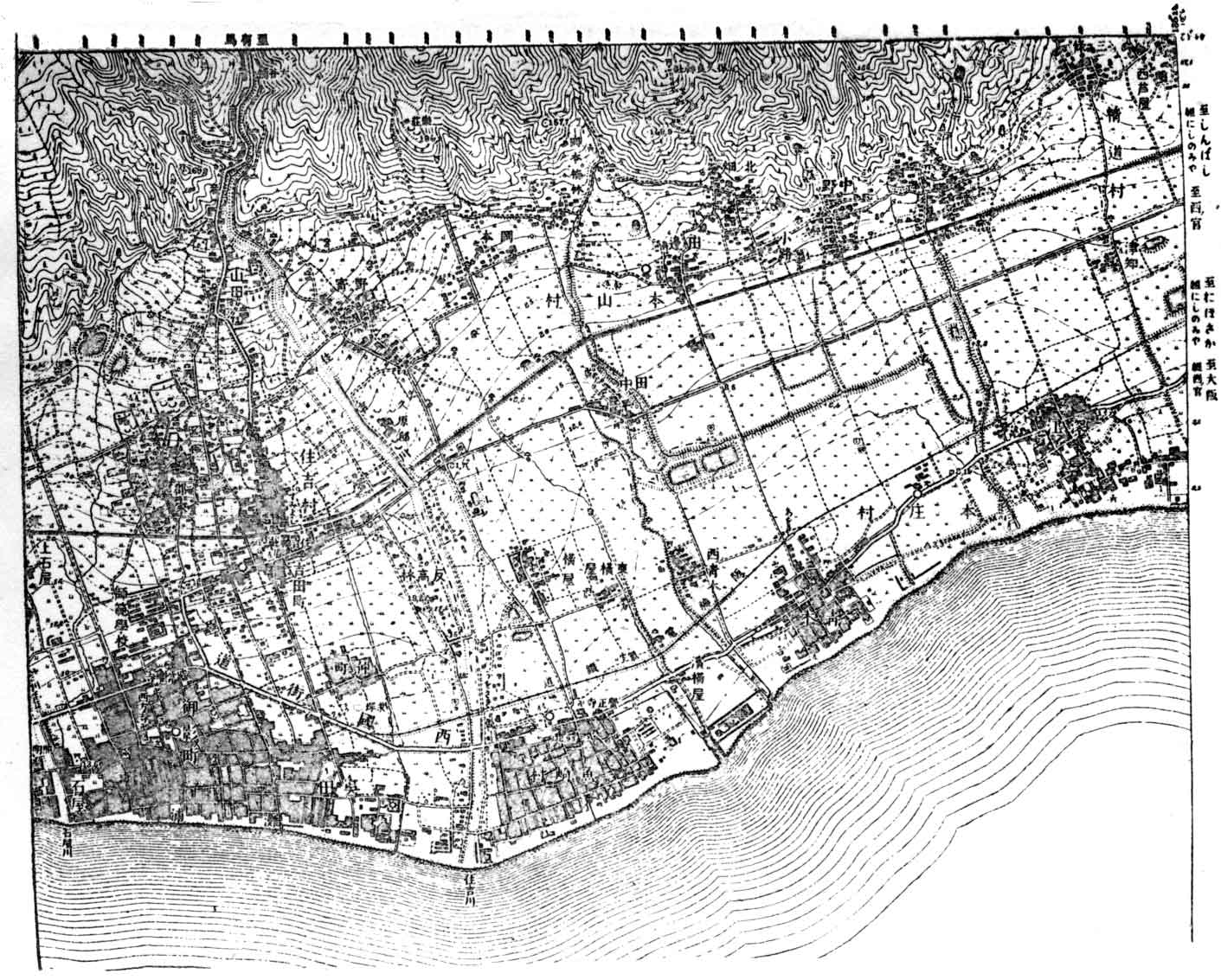
条里制の水路と言われる横川が西から東に流れる。

해안을 따라 평탄한 땅으로 최고 2m의 돌출부가 있다.
하천은 북쪽의 모토야마촌에서 흘러나온 요코강 서쪽에서 동쪽으로 흐르고 있으며, 오아자 카에의 서북부에서 요쓰마쓰강, 구시다강을 합해 오아자 카에의 서쪽에서 다카하시강이라고 불리며 바다로 들어간다. 모토야마촌 오카모토의 오타니강 하류인 니시강이 우오사키촌과의 서쪽 경계를 이루고 있었다.

## 산업

### 어업
1884년 농상부의 조사 『수산사항 특별조사』에 따르면 후카에의 어업인 42가구 144명, 수산물 가공업 7가구 32명(마른 정어리 중심), 1903년 후카에우라 어업조합, 아오키우라 어업조합이 설립되었다. 1910년 『효고현 통계서』에 따르면 조합원 수는 후카에 76명, 아오키 37명. 후카에에서는 정어리 예인망 어업과 망둥어 건망, 아오키에서는 정어리 예인망, 조개잡이, 조개잡이, 조개잡이를 하고 있었다.

### 양조
근세에는 나다 5향 중 가미나다 동향(上灘東郷(魚崎郷)에 속했으며, 전성기에는 아오키-후카에의 양조량이 2만 석에 이르렀다. 그러나 나다에서 행해지는 물레방아 정미는 이 지역에서는 행해지지 않았고, 발로 밟는 정미였기 때문에 품질이 좋지 않아 도쿄 이외의 지방에서 주로 판매할 수밖에 없었다.
1896년 주세 인상과 가격 하락, 방부제나 고추를 사용하거나 물을 첨가하여 석고를 높이는 등 판매 부진으로 아오키에서는 폐업이 잇따랐고, 1896년 주세 개정으로 인해 1900년경에는 아오키의 양조장이 모두 문을 닫았다. 이에 반해 후카에에서는 양조업이 계속되었다.

### 소주・식초
나다고향의 술지게미를 원료로 소주 양조도 활발하게 이루어졌다. 전성기에는 40개의 양조가가 2500석을 생산했다. 1892년 나고야의 청식초 양조업자 사사다 덴자에몬이 아오키의 데라다 이치로몬의 양조장을 매입하고 가와시마 긴타로를 대리인으로 삼아 1893년부터 식초 양조를 시작했다. 상호는 '마루칸(丸勘)'으로, 후에 '마루칸 식초'로 개칭했다.

### 소면
이 지방에서 생산된 소면은 '나다메소면(灘目素麺)', '가미가타소면이  에도로 운반되어 혼조촌의 대표적인 산업이었다. 그러나 노동력 부족, 경쟁의 격화 등으로 청일전쟁을 기점으로 급격히 감소했다.
1921년 무렵에는 아오키・니시아오키에 일부 제조가만 남게 되었으나, 쇼와 5년 당시 7350관, 가격 6550엔으로 무고군에서는 독보적인 위치를 차지하고 있었다. 쇼와 시대의 '효고현 관내 공장 목록'에는 아오키의 사쓰야 제면 공장이 보인다.

## 역사

### 도시화와 별장화
원래 혼조촌은 후카에와 아오키 두 곳에 중심이 있었고, 촌 사이와 북쪽에는 경작지가 펼쳐져 있었다. 그러나 1905년 한신 본선이 개통되고 후카에역과 아오키역이 개설되면서 일자리를 찾는 노동자와 해변 별장지를 찾는 부호 등 촌 밖에서 이주하는 사람들이 급증하면서 도시화가 진행되었다.
1920년대가 되면 후카에의 동남부, 아시야에 인접한 가가라신덴(이후 가가라마치)을 중심으로 별장, 저택이 늘어선 해변 주택가가 형성되었다. 전쟁 전에는 십여 채의 외국인 별장이 들어서고, 가구라초에는 후카에 문화촌이라 불리는 서양식 건물군이 등장했다.
이에 반해 한신 본선에서 한신 국도(국도 2호선)까지의 지역은 구획 정리가 이루어졌지만, 택지화의 진행은 전후 고도 성장기까지 기다려야 했다.
1921년(다이쇼 10)에 혼조무라는 공업지역(가구라마치는 제외)으로 고베 도시계획구역에 편입되는데, 이때 혼조 지역에 말굽형 운하를 파서 한신국도와 접하게 하여 한신국도와 접하게 하고, 굴착한 토사로 후카에의 해안을 매립하려는 계획이 있었다. 이 계획은 북쪽의 본산촌과 합동으로 한신 간 유일한 상공업지구를 계획했지만, 막대한 공사비가 소요되는 탓인지 실현되지 못했다.
이렇게 심강 동부는 별장지로, 아오키는 공업지로 발전하게 되었지만, 혼조의 택지화는 한신간의 다른 지역에 비해 완만하게 진행되었다.
1938년 7월 5일, 한신 대수해가 발생한다. 혼조무라는 후카에, 아오키 지구는 거의 모든 주택이 침수 피해를 입었다
제2차 세계대전이 시작되면서 미군의 공습을 받았으며, 1945년(쇼와 20년) 고난 공장이 폭격을 받았을 때와 같은 해 6월 5일과 8월 6일에 받은 공습으로 436명의 사망자, 225명의 부상자가 발생하여 아오키・후카에 지구의 상가・장옥과 농가와 어부들의 가옥 등 전통 건축물이 대부분 불타고, 그 터에 는 처음에는 막사, 그 다음에는 박격포 칠을 한 간소한 목조 건축물이 세워졌다. 그 후 국도 43호선의 부설로 가장 번화한 시가지가 철거되었고, 1995년 한신 아와지 대지진으로 인해 몇 안 되는 전통 건축물이 사라졌다.
| 년     | 세대수 | 인구  |
| ------ | ------ | ----- |
| 1905년 | 488    | 3021  |
| 1909년 | 572    | 3677  |
| 1914년 | 825    | 4027  |
| 1920년 | 1404   | 6140  |
| 1925년 | 1719   | 8089  |
| 1930년 | 1972   | 9437  |
| 1935년 | 2285   | 11141 |
| 1940년 | 2858   | 13737 |

### 선원 교육
교지는 오사카부 하마지(浜寺)에서 효고현 아카시(明石)에 이르는 오사카만 해안을 면밀히 조사한 결과, 북쪽으로 롯코산(六甲山)을 바라볼 수 있는 경승지인 후카에(深江) 해안, 다카하시가와(高橋川) 강어귀 서쪽 해안이 선정되었다. 개설에 있어 해변의 모래를 고정하는 공사가 필요해 부지 내 4곳에 2칸 내지 16칸의 돌제방을 쌓게 되었는데, 이것이 어업에 지장이 있다고 판단하여 다이쇼 7년 7월에 500엔의 보상을 후카에우라 어업조합에 기부하는 계약을 체결하고 이듬해 4월에 납품되었다. 이 공사를 신청한 사람은 심강에 최초로 해변 주택을 건설한 에드워드 해즐렛 헌터의 장남 반타 류타로(範多龍太郎)였다.
1918년 4월 항해과 30명, 기관과 20명, 총 50명이 입학했다.
1919년 가와사키 조선소가 가와사키 기선에서 분리됨과 동시에 갑종실업학교 정도로는 국제항로 선박직원 양성에 불충분하다고 판단하여 중학교 졸업 이상의 학력을 가진 자를 입학자격으로 하는 관립 상선학교와 동등한 전문학교로 승격시키기 위해 전 시설을 정부에 헌납하고, 1920년 8월 12일 문부성에 의해 고베 고등상선학교가 설립되어 2학년까지의 재학생은 그대로 고베 고등상선학교 부설 상선학교의 학생이 되었고, 1923년 3월 전원이 졸업하면서 폐교되었다.
또한 다카하시강 하구에서 북쪽으로 35간 5분 남짓 떨어진 곳에 호안 공사를 하고 일부 매립과 함께 계선지와 사제(斜堤)를 설치하여 1922년 10월 어업권에 영향을 미친다는 이유로 심강포 어업조합에 위로금 2500엔을 지불하기로 약속했다.
1945년 4월 1일 고등상선학교의 개편으로 고베 고등상선학교는 상선학교 고베 분교가 되었다(1946년 3월 폐지). 동시에 운수통신부에 의해 해기전문학원이 같은 시설을 이용하여 개교했다. 1946년 아시야시 니조라정(西蔵町)에 있던 일본해양보국단 시설을 빌려 이전하고, 같은 해 5월 11일과 8월 6일 공습으로 전소되어 우오자키(魚崎)초등학교 등으로 본부를 옮긴 채로 종전을 맞이했다. 1947년 5월에 일부 복구를 시작하여 1948년 4월 7일에 본부가 복귀하였고, 1952년에 고베상업대학이 되었으며, 2003년 고베대학 해양과학부, 2021년부터는 고베대학 해양정책과학부로 개칭되었다.

### 수해
무로토 태풍, 1935년 수해에 이어 복구가 미흡한 상태에서 쇼와 13년(한신대수해)에도 큰 수해가 발생, 6월 28일부터 내리기 시작한 비가 7월 5일에는 폭우가 되어 최대 시우량 60mm, 최대 일 강우량 326mm, 사망자 557명(실종자 76명), 유실 가옥 1955호, 전소 4039가구.
다만 후카에 재산구 관리회 회장 시이 호지(志井保治)는 1993년 인터뷰에서 “혼조 지역은 한신 대수해보다 1934년(쇼와 9년) 무로토 태풍의 피해가 더 컸어요.”라고 말했다. 라고 말했다. 또한, 당시 피해가 적었던 혼잔의 사람들이 주먹밥 등을 들고 구호하러 왔다고 한다.
니시아오키에서는 1년 후, 흘러온 당시의 거석을 이용해 부흥을 기원하는 비석을 가스가 신사 경내에 세웠다.

### 전후 복구
부흥 계획에서는 전쟁 중 무질서하게 팽창한 공장지를 정리하고, 어업 지구와 주택 밀집 지구를 환경 친화적인 도시로, 한신전철 이북은 택지화, 쓰치가와 이 동쪽은 중류 주택지로 미관을 유지하기로 했다. 구체적으로 동쪽 끝의 나무가 많은 경승지와 북쪽 지역을 채소밭 주택지, 구 취락지를 일반 주택지로 각각 표준 구획을 정했다. 신메이와공업, 다카라주조, 사사다상점 등이 있는 지역을 중공업지, 다카하시강-덴가미강 강변의 공장지를 경공업지, 한신후카에 정류장 부근을 상업구역, 아오키 정류장 부근을 주택구역 내 점포지구로 정했다.
1947년 7월 부흥토지정리사업의 설계와 규정은 1947년 7월에 승인되어 8월 6일 고시되었다. 이 중에는 63,350㎡의 공원녹지와 후쿠이 연못 공원(10만㎡)이 계획되었다.
1950년 완공을 목표로 했으나 물자 조달의 어려움으로 계획은 축소되었고, 1950년 도지라인에 의한 국가 재정 재건 정책에 따라 전체 계획이 축소되어 재검토 5개년 계획이 수립되었는데, 혼조무라에서는 당초 128.9ha에 비해 재검토 계획에서는 134.8ha로 늘어났다. 부흥 사업은 합병 후 고베시로 이관되었다.'

### 고베시로부터 편입
혼조촌에는 고난시, 나다시 등의 합병 구상이 있었으나 모두 실현되지 않았다. 동쪽의 세이도무라는 단독 시제, 서쪽의 미카게정, 스미요시촌, 우오자키촌은 1943년 4월에 고베시에 조기에 편입되었다. 전후 합병의 배경에는 GHQ의 지시에 의한 재정 개혁으로 인한 재정난과 샤프 권고에 의한 합병 촉진 유지 등의 요구 등이 있었다.
혼조촌의 경우 아시야시와의 상호 해산합병(합체)을 할 것인지, 고베시에 편입할 것인지가 문제였다.
고난시 건설 계획이 무산되자 1948년 12월 24일 아시야시로부터 혼야마・혼조 양촌과의 해산 합병 신도시 건설을 제안했으나 모토야마촌은 우오자키정도 포함 해주것을 요구했고, 마찬가지로 불가능 해지자 1949년 4월 27일 모토야마・혼조간 양촌의 의원 간담회에서 아시야시와의 합병은 응할 수 없다고 답했고. 이후 아시야시와 혼조촌과의 합병안을 바꾸었다.
고베시 측에서도 1949년 이후 미카게, 스미요시, 우오자키 3개 촌과의 합병 가능성이 제기되면서 혼잔, 혼조까지 포함한 5개 촌과의 합병 기류가 강해졌다. 이에 따라 혼조촌에서도 같은 해 12월 5일, 마을회에서 합병을 위한 특별위원회를 설치하고 고베와 아시야 양시안을 검토하기 시작했다.

전후부터의 도시계획구역과 항만 정비 문제, 그리고 무엇보다 수해와 전쟁으로 궁핍해진 재정을 구할 수 있는 고베시의 경제 규모가 매력적이었고, 1950년 2월 29일, 마을회에서 설치된 자치진흥위원회에서 아시야시와의 합병을 거절하고 그 때까지 답변을 보류한다는 각의 결정이 내려졌다. 결정이 내려졌다. 그러나 혼조촌에게 아시야시는 출퇴근처, 생활용품 구입처, 경찰과 소방의 관할지로서 인연이 깊은 곳이며, 아시야시와의 해산 합병이 더 자연스럽다며 마을 내에서도 합병을 원하는 목소리가 컸다.
당시 한신간 중소 신문도 『민성신문』(니시노미야시 다카키)과 『세쓰마신니치신문』(고베시 히가시나다구 스미요시정)은 고베시 편입을, 『니시세신보』(니시노미야시 로쿠잔지정)는 아시야시 편입을 지지하며 서로 격렬하게 논쟁을 벌였다. 그런 가운데 혼야마무라의 주민투표 결과가 발표되어 근소한 차이로 고베시 편입이 결정된 것은 혼조촌에도 영향을 미쳤다.
여전히 아시야시와의 합병 의견이 강했고, 3월 20일에는 한 번 거절했던 아시야시와의 합병을 재검토하기로 결정했다. 이렇게 해서 시 담당자와 몇 차례 협상에 이르렀지만, 모토야마촌이 탈퇴하면 애초에 아시야가 제창한 인구 10만 명에 미치지 못한다는 점과 재정적인 조건이 맞지 않아 6월 2일 마을회의에서 아시야시와의 합병안은 부결되었다.
이렇게 고베시 편입을 추진한 혼조촌은 6월 8일 합병을 위한 가조인, 7월 24일 고베시와 정식 조인식을 맺었다. 그러나 아시야시와의 합병을 요구하는 마을 주민들로부터 주민투표 등 주민의 의사를 묻지 않고 고베시 편입을 결정한 것에 대한 반발이 거세게 일어났고, 마을회에 대한 주민소환운동이 전개되었다.
정식 서명이 이뤄진 6월 24일부터 운동이 시작되었고, 7월 7일에는 주민소환 성립에 필요한 법정 수 2305명을 훌쩍 뛰어넘는 3608명의 서명이 혼조무라 선거관리위원회에 제출되었다. 선관위는 서명부와 선거인명부를 대조해 2930명의 서명을 유효로 인정하고 7월 25일부터 마을회관 회의실에서 열람을 시작했다. 그러나 이 중 1636명의 서명이 대필이라는 이의가 제기됐다. 또한 8월 7일 나가이 쇼자에몬 촌장과 호소이 시게지로 의장은 지방자치법에 따라 효고현 선거관리위원회에 혼조무라 선거관리위원회에 엄정한 지휘 감독을 청원했다. 그 결과, 8월 15일 혼조무라 선관위는 법정 수에 약간 못 미치는 2266명의 서명을 유효로 인정하여 주민소환이 불성립되었다. 이에 대해 주민소환파는 이에 불복해 고베지방법원에 행정소송을 제기했다. 이 과정에서 선거관리위원이 사임하는 소동이 벌어지는 등 촌을 양분하는 큰 문제가 되었다.
주민소환을 둘러싼 촌내 갈등이 격렬해지면서 당초 예정된 9월 편입은 보류되었고, 한동안 본산만 실시하는 방안도 검토되었다. 마침 이때 태풍 '제인'이 킨키 지방을 강타해 촌 주민의 70%가 피해를 입었고, 피해액은 5000만 엔에 달해 이대로 합병을 하지 않으면 재정이 파탄에 이를 위험에 처했다.
이렇게 10월 5일 최종 효고현회의 승인을 얻어 7일자 현보에 고시, 10월 10일 혼조, 혼야마 양 마을은 고베시에 편입되었다.
리콜파의 운동은 계속되었지만, 11월 2일 기시다 효고현 지사와 호소미 현의회의장의 중재로 고베시 및 양측 대표가 회담을 갖고 지역 주민의 친목을 도모하고 지역 문제를 연구 토론하는 연구회를 조직하여 양측으로부터 지역 운영에 협력한다는 합의를 이끌어냈다. 모든 고소고발이 취하되고 지역 내 갈등도 화해를 이루었다.
이후 1969년 서아오키, 아오키, 후카에의 각 재산구가 성립하였다.

## 교통

### 철도
- 힌신 전기 철도
  - 본선

### 도로
- 국도 제2호선

## 참고문헌
- 本庄村史編纂委員会 編『本庄村史 : 神戸市東灘区深江・青木・西青木のあゆみ. 歴史編』本庄村史編纂委員会、2008年。
- 武庫郡教育会 編『武庫郡誌』1921年（大正10年）。
- 編著者 道谷卓 編『うはらの歴史再発見 〜ちょっと昔の東灘〜』東灘復興記念事業委員会、東灘区役所、2000年（平成12年）。